# Tyranneau noirâtre
Serpophaga nigricans
Espèce
Statut de conservation UICN

 LC  : Préoccupation mineure
Le Tyranneau noirâtre (Serpophaga nigricans) est une espèce de passereaux de la famille des Tyrannidae,.

## Distribution
Cet oiseau vit dans une zone allant du sud-est de la Bolivie au centre de l'Argentine, à l'est du Paraguay, à l'Uruguay et au sud du Brésil,,.

## Systématique
Cette espèce est monotypique selon la classification de référence du Congrès ornithologique international (version 9.1, 2019).